# Jahana Noboru

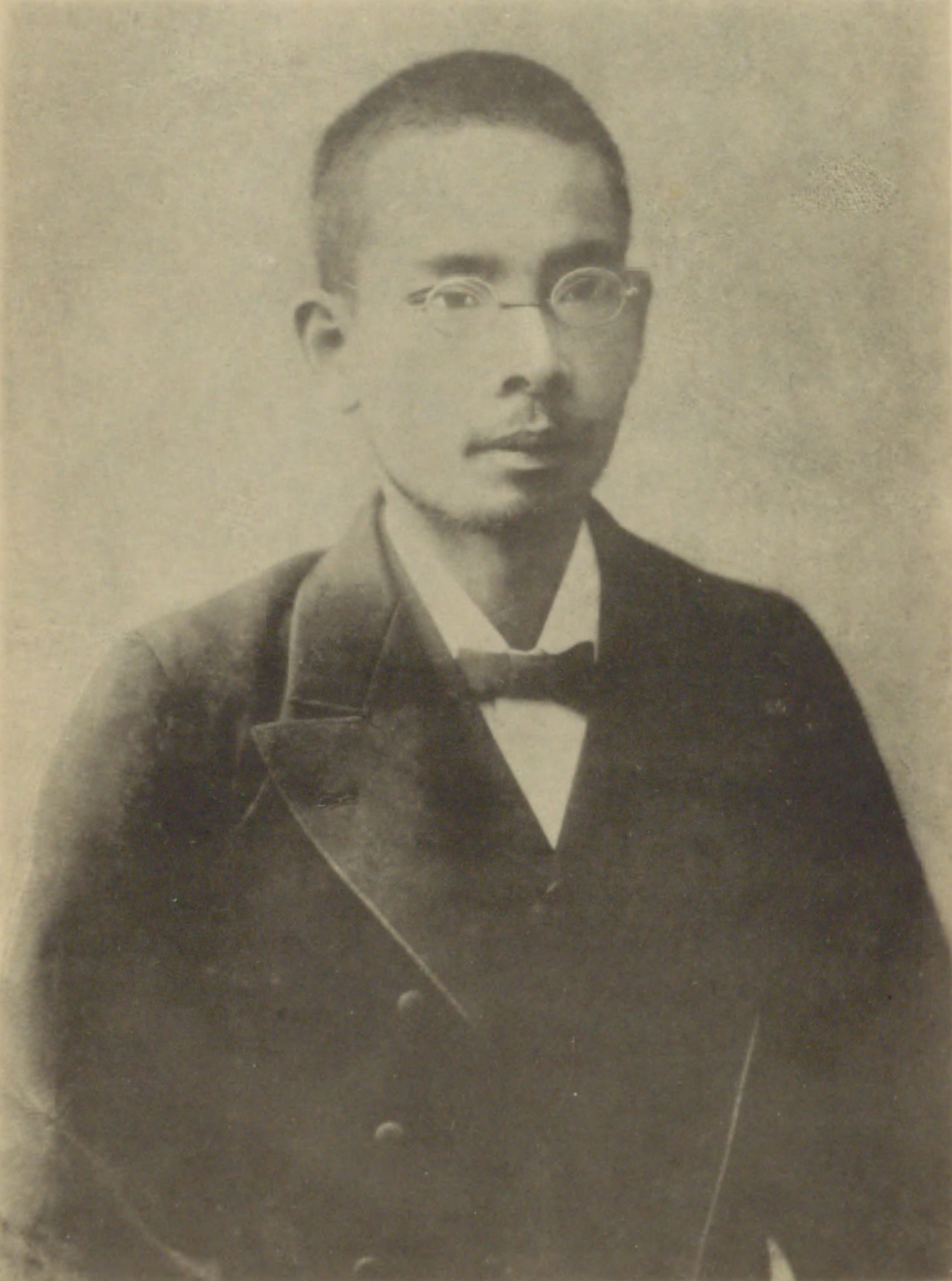
Jahana Noboru

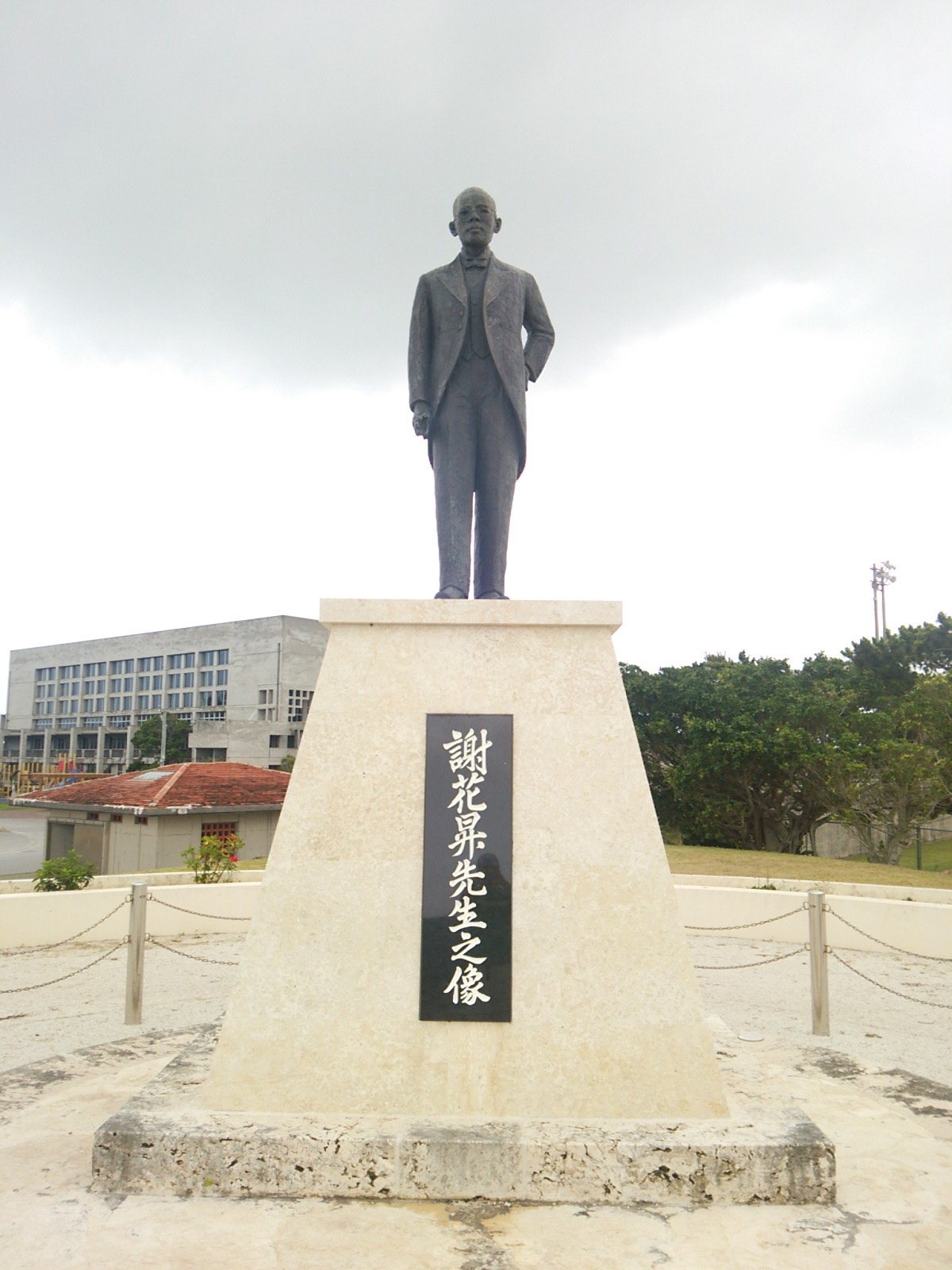
Jahana-Denkmal in Kochinda

Jahana Noboru (japanisch 謝花 昇; geboren 16. November 1865 in Kochinda im Königreich Ryūkyū; gestorben 29. Oktober 1908 ebenda) war ein japanischer Aktivist für die Beachtung der Menschenrechte auf Okinawa.

## Leben und Wirken
Jahana Noboru wurde als Sohn eines Landwirtes geboren. 1881 begann er eine Ausbildung an dem gerade auf Okinawa eingerichteten Lehrerseminar (沖縄県師範学校, Okinawa-ken shihan gakkō) und konnte im folgenden Jahr als erster Stipendiat auf Kosten der Präfektur zur Weiterbildung nach Tokio gehen. Dort studierte er an der Gakushūin-Universität, an der „Tokyo School of Agriculture and Forestry“ (東京農林学校, Tōkyō nōrin gakkō) und schließlich das Fach Landwirtschaft an der Universität Tokio.
Jahana kehrte als erster Bürger Okinawas mit Bachelor-Abschluss nach Hause zurück und trat als hochrangiger Beamter in die Präfektur-Verwaltung ein. Während in anderen Präfekturen Japans die Elite in der Regierungs-, Bildungs- und Geschäftswelt bereits häufig anzutreffen war, wurde er von den Bürgern von Okinawa als Beginn einer neuen Ära in Okinawa geachtet. Auf der Grundlage seiner Universitätsausbildung in der modernen Landwirtschaft begann er mit der Reform der Präfektur-Landwirtschaft, die sich noch in der vormodernen Situation befand. Er wurde vielfach aktiv, modernisierte die Zuckerindustrie, verbesserte landwirtschaftliche Technologie usw. Sein Buch „Okinawa Sugar Industry Theory“ (沖縄糖業論, Okinawa tōgyō ron) 1896 war ein Meisterwerk, das Richtlinien für die Modernisierung der Zuckerindustrie lieferte.
Da Jahana radikale Gesellschaftsreformen forderte, geriet er jedoch allmählich in Konflikt mit dem Präfektur-Gouverneur Narahara Shigeru (奈良原 繁; 1834–1918). Dabei ging es unter anderem um dessen Entscheidung, Wald zu verkaufen, der traditionell Gemeinbesitz „Someyama“ (杣山) der Farmer war. Dazu kam, dass Jahana bewundernd „Ryūkyū-König“ genannt wurde. Er geriet auch in Konflikt mit der seit 1893 erscheinenden Zeitung „Ryūkyū Shimpō“ (琉球新報), die sich für die Wiederherstellung der alten Zustände einsetzte. Jahana, der die Reform der Präfektur-Regierung für eine dringende Aufgabe hielt, um landwirtschaftliche Industrien zu modernisieren und zu fördern, verließ 1898 die Präfektur-Verwaltung Posten und gründete – nun ohne Anstellung – mit dem ebenfalls fortschrittlich gesinnten Tōyama Kyūzō (當山 久三; 1868–1910) und anderen den „Okinawa Club“ (沖縄倶楽部).
Der Okinawa Club gab das Magazin „Okinawa jiron“ (沖縄時論) heraus, um den „bürgerlichen Progressivismus“ zu fördern. Sie startete eine Anti-Narahara- und Anti-Oligarchen-Kampagne, wobei sie unter anderem die Privatisierung der Nutzholzwälder, das Recht auf die Teilnahme am politischen Leben forderte. Auf der anderen Seite griffen die Narahara-Fraktion und die ehemalige Oberschicht die Bewegung von Jahana und seinen Freunden mit aller Stärke an. Der Konflikt zwischen den beiden Gruppierungen erreichte 1900 seinen Höhepunkt bei der Frage der Wiederwahl des Direktors der „Landwirtschafts- und Industriebank der Präfektur Okinawa“ (沖縄県農工銀行, Okinawa nōkō ginkō). Jahana erlitt bei der Wahl eine vollständige Niederlage, seine Mitstreiter gaben auf, und die Bewegung war am Ende.
Nachdem Jahana sein Vermögen aufgebraucht hatte, verließ er Okinawa und war auf der Suche nach einer neuen Beschäftigung. Auf dem Weg zu seinem neuen Standort in der Präfektur Yamaguchi erlitt er eine psychische Störung am Bahnhof Kōbe und kehrte in einer seltsamen Verfassung nach Hause zurück. Danach lebte er, unter Krankheit und Armut leidend, in seiner Heimatstadt Kochinda ein Leben wie ein Einsiedler und starb 1908.
Viele Forscher werten die von Jahana angeführte Bewegung als den Beginn der „Okinawa Freedom and People’s Rights Movement“ (沖縄の自由民権運動).